# 地図 (あえかの曲)
『地図』は、2008年4月8日に発売されたあえか3作目のシングル（自主制作シングルを除けば2作目）。

## 解説
- このシングルCDは、現在[いつ?]完売しているため入手は難しい。
- 2曲ともアルバム「太陽の生まれる場所」に収録されている。

## 収録曲
1. 地図
  - 作詞・作曲:あえか
2. 僕の小さな心と自転車
  - 作詞・作曲:あえか